# Exeter Change

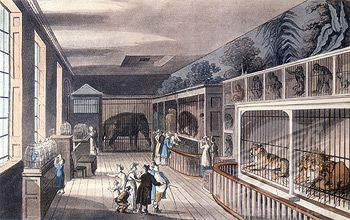
Die Menagerie (um 1820)

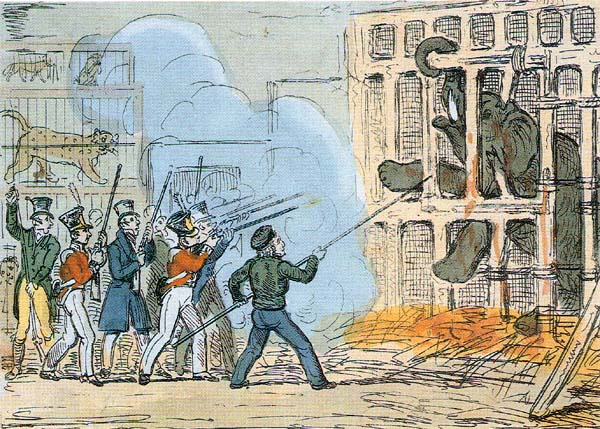
Tötung Chunees in seinem Käfig (1826)

Das als Exeter Change oder als Exeter Exchange bekannte Gebäude lag an der Nordseite des Londoner Stadtteils Strand und beherbergte eine Innen-Menagerie. In den oberen Stockwerken waren für über 50 Jahre, von 1773 bis zur Zerstörung des Hauses im Jahre 1829, Wildtiere in Käfigen untergebracht, darunter auch der Elefant Chunee.

## Geschichte
Exeter Exchange wurde 1676 an der Stelle des ehemaligen Cecil House errichtet und diente den Earls of Exeter als Residenz in London. Im Erdgeschoss befanden sich Geschäftslokale, die von Büros weiterverwendet wurden. Die oberen Stockwerke nutzte man als Stauraum.
Ab 1773 wurde in den oberen Stockwerken eine Menagerie eingerichtet, die mit der Royal Menagerie im Londoner Tower in Konkurrenz stand. Ausgestellt waren Löwen, Tiger, Affen und andere exotische Arten in kleinen, engen Eisenkäfigen. Das Brüllen der Großkatzen soll sogar bis auf die Straße gedrungen sein und dort Pferde erschreckt haben. Thomas Clark war der Gründer der Menagerie, die in der Folgezeit häufig den Besitzer wechselte. Exeter Change, zeitweise auch als Winterquartier eines Zirkus genutzt, war eine äußerst beliebte Touristenattraktion und wurde von berühmten Persönlichkeiten besucht.
Nachdem Polito, der Besitzer der Exeter-Change-Menagerie, gestorben war, übernahm Edward Cross, ein ehemaliger Angestellter, das Haus. Cross wurde vor allem durch den Elefanten Chunee berühmt, der in einem Käfig im ersten Stockwerk sein tristes Dasein fristen musste. Nachdem das Tier unabsichtlich einen Wärter getötet hatte, einer Gerichtsverhandlung unterzogen wurde und eine unbehandelte Entzündung seine schlechte Laune verursachte, wurde es im März 1826 von Soldaten erschossen. Die Exekution dauerte lange; der Elefant wurde mehrmals getroffen, aber nicht tödlich verwundet. Erst ein Stich mit einem Bajonett in die Flanke und ein Kopfschuss beendeten sein Leiden. Das Tier verweste daraufhin, bevor es für den Abtransport zerstückelt wurde.
1829, nur wenige Jahre später, wurde Exeter Change im Zuge der Stadterweiterung zerstört. Einen Teil der Tiere übersiedelte man in den neuen Zoo im Regent’s Park, ein anderer landete in Edward Cross’ neuer Unternehmung, den Surrey Zoological Gardens.